# Caenohalictus ecuadorensis
Caenohalictus ecuadorensis är en biart som först beskrevs av Cameron 1903.  Caenohalictus ecuadorensis ingår i släktet Caenohalictus och familjen vägbin. Inga underarter finns listade.